# OK Maribor
OK Maribor – słoweński męski klub siatkarski z Mariboru. Obecnie uczestniczy w najwyższej klasie rozgrywek klubowych w Słowenii.
W swojej historii zdobył trzy razy mistrzostwo kraju, sześć razy tytuł wicemistrza kraju, a pięć razy zajął 3. miejsce. W 1995 roku zdobył Puchar Słowenii.

## Nazwy klubu
- 1994-1995 – Maribor
- 1995-1996 – Marles Maribor
- 1996-1998 – Gradis Maribor
- 1998-2004 – Stavbar IGM Maribor
- 2004-2007 – Prevent Gradnje IGM Maribor
- 2007-2008 – Stavbar IGM Maribor
- 2008-2010 – MTB Maribor
- 2010-2011 – Maribor

## Sukcesy
Puchar Słowenii:
- 1992, 1994, 1995, 2006

Mistrzostwo Słowenii:
- 1992, 1993, 2021
- 1996, 1997, 1999, 2003, 2006, 2007
- 1995, 1998, 2002, 2008, 2020, 2022[1], 2023[2], 2024[3]

MEVZA - Liga Środkowoeuropejska:
- 2021, 2024[4]
- 2025[5]